# Hydroporus macedonicus
Hydroporus macedonicus is een keversoort uit de familie waterroofkevers (Dytiscidae). De wetenschappelijke naam van de soort is voor het eerst geldig gepubliceerd in 2006 door Fery & Pesic.